# East Linga
Pour les articles homonymes, voir Linga.
East Linga est une île inhabitée du Royaume-Uni située en Écosse, dans les Shetland, à l'est de Whalsay. Elle est entourée par le récif de Rumble au sud, l'île de Grif Skerry à l'est et les îles de Isbister Holm, Mooa et Nista au nord-ouest. L'îlot de Calf of Linga et le rocher de Stack of Wirrgeo se trouvent à proximité d'East Linga, respectivement au nord-est et à l'est. L'ile est baignée par la mer du Nord. De forme grossièrement circulaire, elle culmine à 27 mètres d'altitude et compte trois criques : Wirr Geo au nord-est, Gun Geo au sud et Brae Geo à l'ouest.